# محمود بن علي بن محمد القاشاني
محمود بن علي بن محمد القاشاني (ت. 735 هـ / 1335 م) هو متصوف، نسبته إلى قاشان.
هو محمود بن علي بن محمد القاشاني (الكاشي) النطنزي.

## آثاره
من آثاره:
- لباب القوت من خزائن الملكوت.[2]
- شرح تائية ابن الفارض.
- شرح الخمرية لابن الفارض.